# Joan Baptista Trobat
Joan Baptista Trobat (Xàtiva, 1633? - València, 1701) va ser un jurisconsult valencià que exercí com a advocat a València al segle xvii. Va estudiar jurisprudència a Salamanca. Després de tornar a València, va obtenir a la seua universitat el títol de doctor en lleis i, en 1687, la càtedra de Sext de Decretals. Va escriure un tractat en dos parts (més una tercera, inèdita) sobre la prescripció i el costum immemorial, amb part del segon volum dedicat a fer una crítica exhaustiva del Theatrum de Nicolau Bas. Va morir a València, a sa casa del carrer de les Carabasses, el 14 de març de 1701, a seixanta-huit anys (segons el P. Josep Rodríguez, qui també afirma haver mantingut una estreta familiaritat amb Trobat). Un carrer a Xàtiva duu el seu nom.